# كأس الكؤوس الأوروبية 1981–82
كأس الكؤوس الأوروبية 1981–82 (بالإسبانية: Recopa de Europa 1981-82)‏ هو الموسم 22 من  كأس الكؤوس الأوروبية. أقيم خلال الفترة 19 أغسطس 1981 وحتى 12 مايو 1982، والذي يشرف على تنظيمه الاتحاد الأوروبي لكرة القدم، وكان عدد الأندية المشاركة فيه  33، وفاز فيه نادي برشلونة.

## نتائج الموسم
| المركز | فريق         | لعب | ف | ت | خ | له | عليه | ف.أ | نقاط | ملاحظة |
| ------ | ------------ | --- | - | - | - | -- | ---- | --- | ---- | ------ |
|        | نادي برشلونة |     |   |   |   |    |      |     |      |        |